# Station Häggvik
Häggvik is een station van het stadsgewestelijk spoorwegnet van Stockholm in de gemeente Sollentuna op 15,3 kilometer ten noorden van Stockholm C.

## Geschiedenis
De oorspronkelijke halte werd in 1932 geopend aan de noordelijke hoofdlijn tussen Stockholm en Uppsala, dit deel van de noordelijke hoofdlijn is in 1942 opgegaan in de oostkustlijn. Het station werd gebouwd op initiatief van de bewoners en J.A.O. Häggberg, grootgrondbezitter en stichter van Häggvik, schonk het benodigde terrein aan de Statens Järnvägar (SJ). In 1967 werd het voorstadsverkeer door SJ overgedaan aan de provinciale vervoerder Storstockholms Lokaltrafik (SL). De kunstenaar Ted Gärdestad pleegde op 22 juni 1997 zelfmoord op dit station.

## Stockholm Noord
Het traject Ulriksdal-Rosersberg werd tussen 1991 en 1996 uitgebouwd van dubbelspoor naar vier sporen. In samenhang met de spoorverdubbeling werd de mogelijkheid onderzocht van een regionaal treinstation in Häggvik onder de werknaam Stockholm Nord. Häggvik kreeg de voorkeur boven Ulriksdal, Sörentorp en Rotebro vanwege de kruising met de E18. De bekostiging van het nieuwe station kwam niet rond, maar het onderzoek leidde tot een principeakkoord om het station op te nemen in toekomstige planningsdocumenten voor toekomstige implementatie. Als voorbereiding op het nieuwe station werd de brug over de E18 zo breed gebouwd dat er ruimte is voor extra sporen aan de buitenzijde. Ten zuiden van deze brug zijn tijdens de uitbouw wissels en een keerspoor tussen de doorgaande sporen gelegd. Een nieuw onderzoek voor een regionaal treinstation werd in 2013 uitgevoerd door de Zweedse transportadministratie en Häggvik werd om sociaaleconomische redenen als alternatief verwijderd. In 2021 heeft de gemeente Sollentuna de claim voor een regionaal treinstation in Häggvik geschrapt omdat het niet is opgenomen in het regionale plan RUFS 2050. 

## Ligging en inrichting
De ingang bevindt zich aan de noordkant van het perron en is toegankelijk via een voetgangerstunnel. De voorgestelde zuidelijke toegang van Stockholm Noord was niet van het verlanglijstje verdwenen en de gemeente Sollentuna, de Zweedse transportadministratie en de vervoersautoriteit van Stockholm ondertekenden een intentieverklaring om voor het einde van 2025 het station te voorzien van een zuidelijke ingang. In september 2021 is in de gemeenteraad van Sollentuna een overeenkomst voor uitvoering en bekostiging gesloten. In 2011 telde het station ongeveer 2.200 instappers per dag.

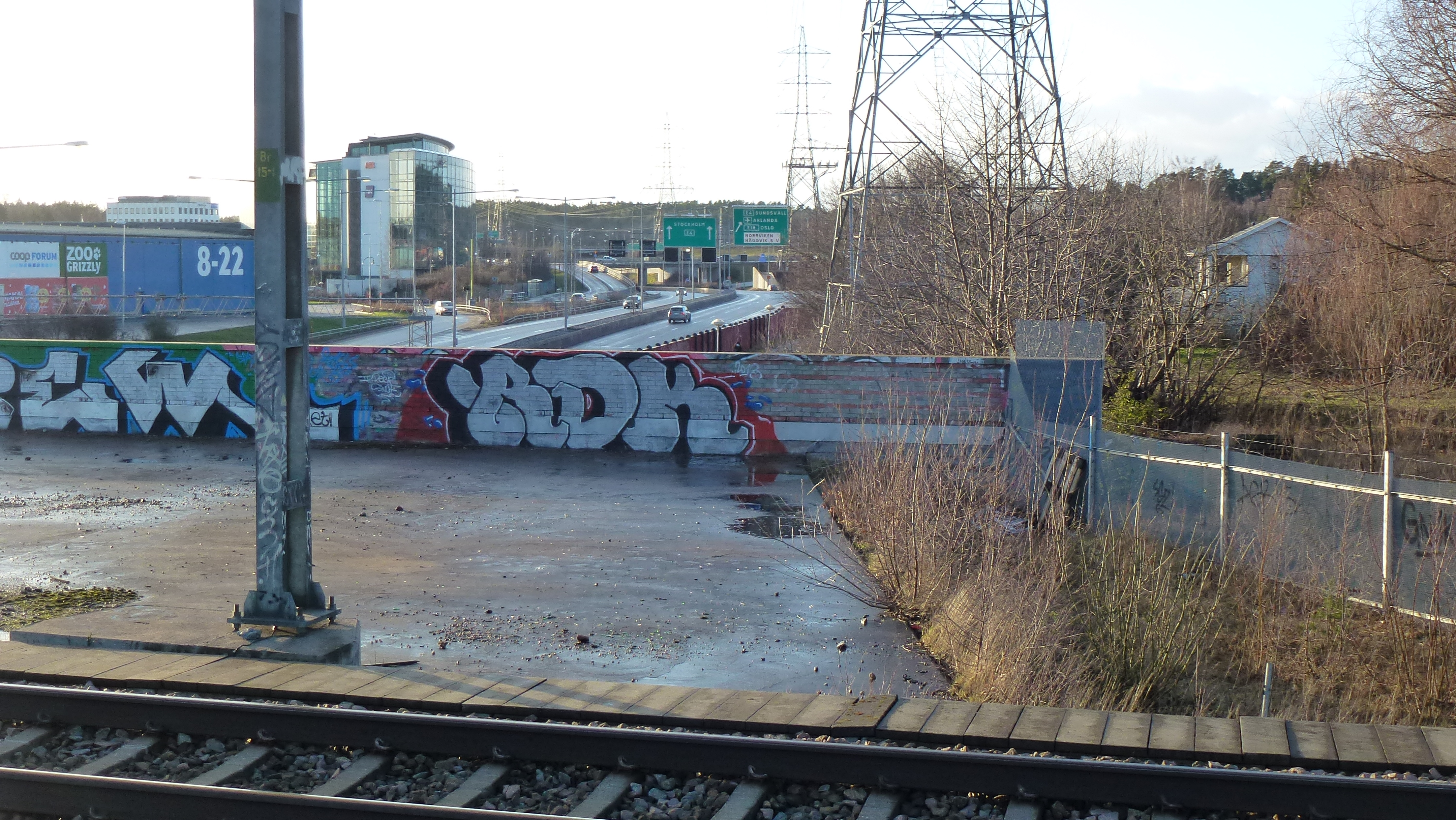
De extra ruimte op de brug over de E18.
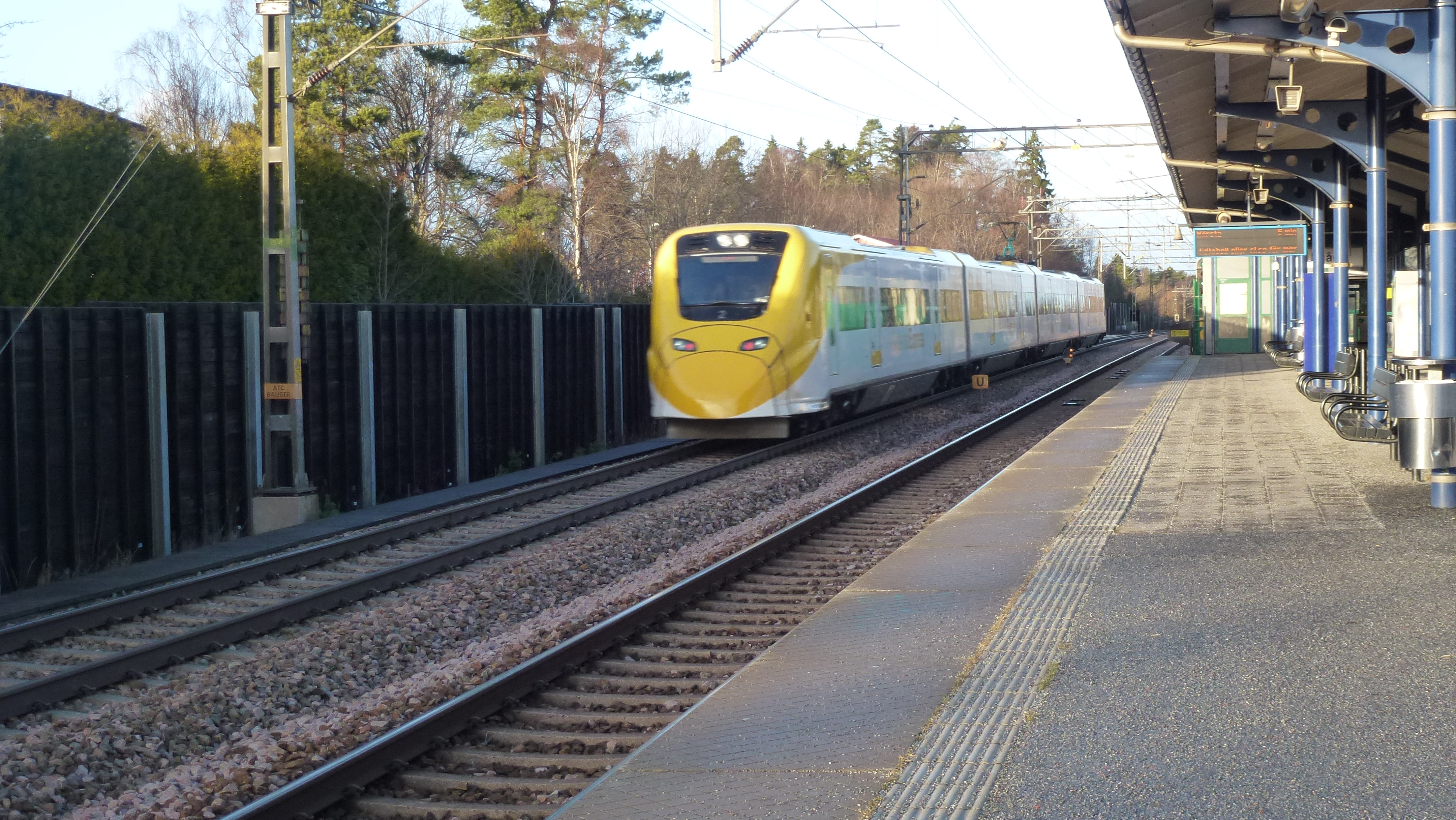
De Arlanda Express passeert Häggvik.
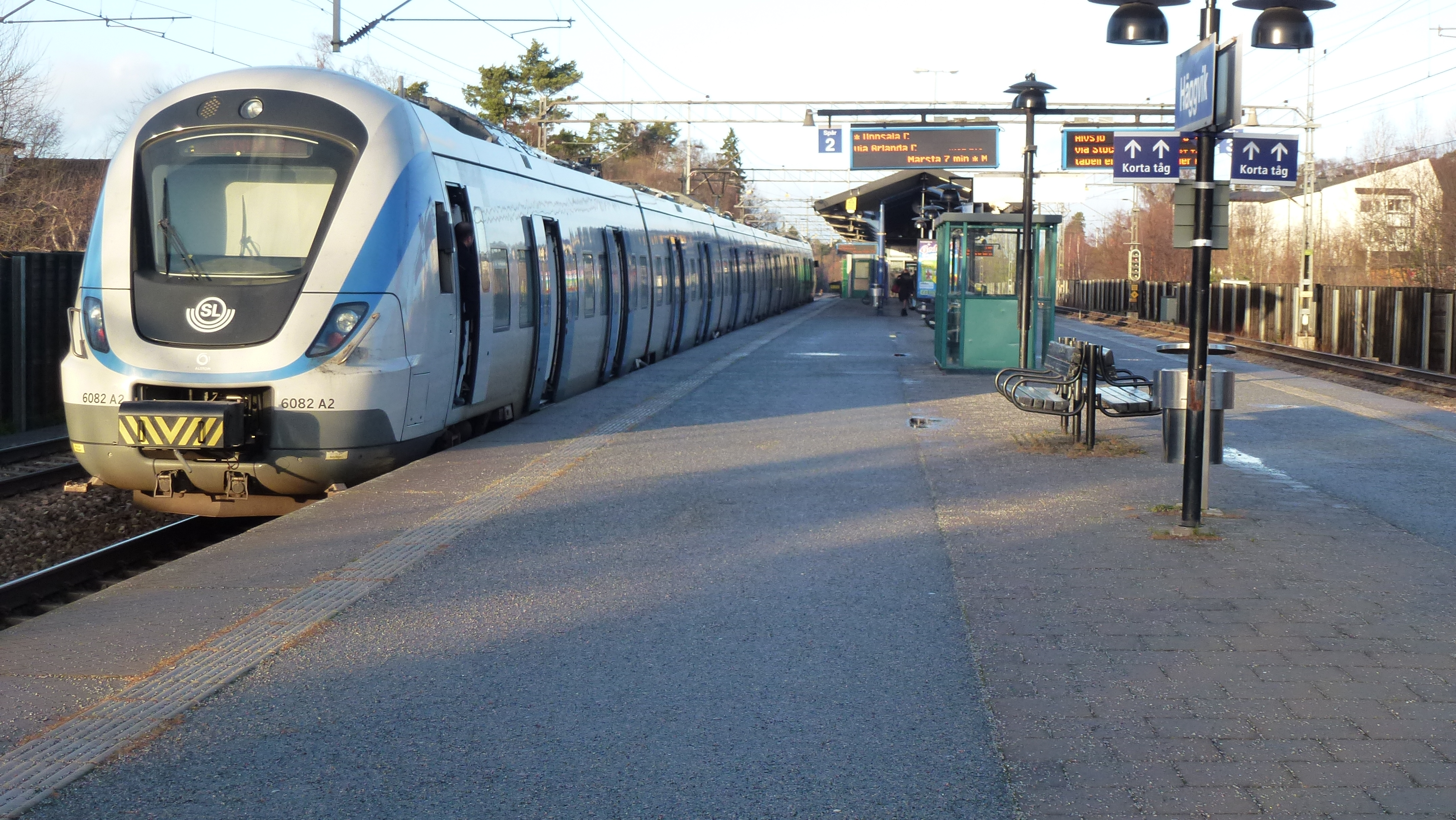
Een X60 op weg naar Uppsala.